# Crocidosema marcidellum
Crocidosema marcidellum là một loài bướm đêm thuộc họ Tortricidae. Nó là loài đặc hữu của Kauai và Oahu.
The wingspan ranges up to 20 mm.
Ấu trùng ăn the fruit of Hibiscus amottianus và cuống lá của cây Abutilon sandwicense.
The pupa is about 7 mm long và yellowish brown.